# Швейківська сільська рада
Шве́йківська сільська́ ра́да — адміністративно-територіальна одиниця та орган місцевого самоврядування в Монастириському районі Тернопільської області. Адміністративний центр — село Швейків.

## Загальні відомості
Швейківська сільська рада утворена в 1940 році.
- Територія ради: 7,868 км²
- Населення ради: 787 осіб (станом на 2001 рік)
- Територією ради протікає річка Коропець

## Населені пункти
Сільській раді підпорядковані населені пункти:
- с. Швейків

## Склад ради
Рада складається з 14 депутатів та голови.
- Голова ради: Барна Дмитро Степанович
- Секретар ради: Бабій Галина Іванівна

### Керівний склад попередніх скликань
| Прізвище, ім'я, по батькові | Основні відомості                                                                                               | Дата обрання | Дата звільнення |
| --------------------------- | --- | ------------ | --------------- |
| Барна Дмитро Степанович     | Сільський голова, 1961 року народження, освіта середня спеціальна, член Української соціал-демократичної партії | 26.03.2006   | 31.10.2010      |
| Барна Дмитро Степанович     | Сільський голова, 1961 року народження, освіта середня спеціальна, член Української соціал-демократичної партії | 31.10.2010   |                 |

Примітка: таблиця складена за даними сайту Верховної Ради України

### Депутати
За результатами місцевих виборів 2010 року депутатами ради стали:

#### За суб'єктами висування
| Суб'єкт висування               | Кількість обраних депутатів | %    |
| ------------------------------- | --------------------------- | ---- |
| Самовисування                   | 13                          | 92,9 |
| Політична партія «Наша Україна» | 1                           | 7,1  |

#### За округами
| № округу                        | Прізвище, ім'я, по батькові          | Дата визнання обраним | Освіта             | Партійна приналежність | Відомості про обраного депутата                                                    |
| ------------------------------- | ------------------------------------ | --------------------- | ------------------ | ---------------------- | ---------------------------------------------------------------------------------- |
| Політична партія «Наша Україна» |                                      |                       |                    |                        |                                                                                    |
| 7                               | Іванов Микола Вікторович             | 02.11.2010            | середня            | позапартійний          | тимчасово не працює                                                                |
| Самовисування                   |                                      |                       |                    |                        |                                                                                    |
| 1                               | Фірман Володимир Михайлович          | 02.11.2010            | середня            | позапартійний          | пенсіонер                                                                          |
| 2                               | Скорець Микола Олексійович           | 02.11.2010            | середня            | позапартійний          | Київська фірма «Вітал», охоронець                                                  |
| 3                               | Костів Леон Володимирович            | 02.11.2010            | середня            | член Народної партії   | Монастириське лісництво, майстер лісник                                            |
| 4                               | Чорний Захарій Антонович             | 02.11.2010            | вища               | позапартійний          | Монастириська ветлікарня, ветеринарний лікар                                       |
| 5                               | Шпунт Ірина Миколаївна               | 02.11.2010            | вища               | позапартійна           | Швейківська загальноосвітня школа І-ІІ ст., вчитель української мови та літератури |
| 6                               | Потюк Григорій Михайлович            | 02.11.2010            | середня            | позапартійний          | тимчасово не працює                                                                |
| 8                               | Коржановський Юрій Миколайович       | 02.11.2010            | незакінчена вища   | позапартійний          | Прикарпатський національний університет ім. В. Стефаника, студент                  |
| 9                               | Ровенський Роман Петрович            | 02.11.2010            | середня спеціальна | позапартійний          | Швейківська загальноосвітня школа І-ІІ ст., старший оператор котельні              |
| 10                              | Шинківський Володимир Іванович       | 02.11.2010            | середня            | позапартійний          | тимчасово не працює                                                                |
| 11                              | Бабій Галина Іванівна                | 02.11.2010            | вища               | позапартійна           | Швейківська сільська рада, секретар                                                |
| 12                              | Чекалюк Михайло Іванович             | 02.11.2010            | середня            | позапартійний          | тимчасово не працює                                                                |
| 13                              | Франчевський Володимир Володимирович | 02.11.2010            | незакінчена вища   | позапартійний          | Прикарпатський національний університет ім. В. Стефаника, студент                  |
| 14                              | Кравець Володимир Михайлович         | 02.11.2010            | вища               | позапартійний          | тимчасово не працює                                                                |